# The Wild Party (1929)
The Wild Party is een Amerikaanse dramafilm uit 1929 onder regie van Dorothy Arzner.

## Verhaal
Stella Ames spendeert meer tijd aan feestjes dan aan haar studie aan de universiteit. Wanneer ze haar boekje te buiten gaat in een café, moet een docent haar uit de penarie halen. Er ontstaan roddels over hen, totdat Stella laat zien dat ze tot inkeer is gekomen en een ander onschuldig meisje in bescherming neemt.

## Rolverdeling
| Acteur          | Personage     |
| --------------- | ------------- |
| Clara Bow       | Stella Ames   |
| Fredric March   | James Gilmore |
| Marceline Day   | Faith Morgan  |
| Shirley O'Hara  | Helen         |
| Adrienne Dore   | Babs          |
| Joyce Compton   | Eva Tutt      |
| Jack Oakie      | Al            |
| Jack Luden      | George        |
| Phillips Holmes | Phil          |